# 油焖大虾

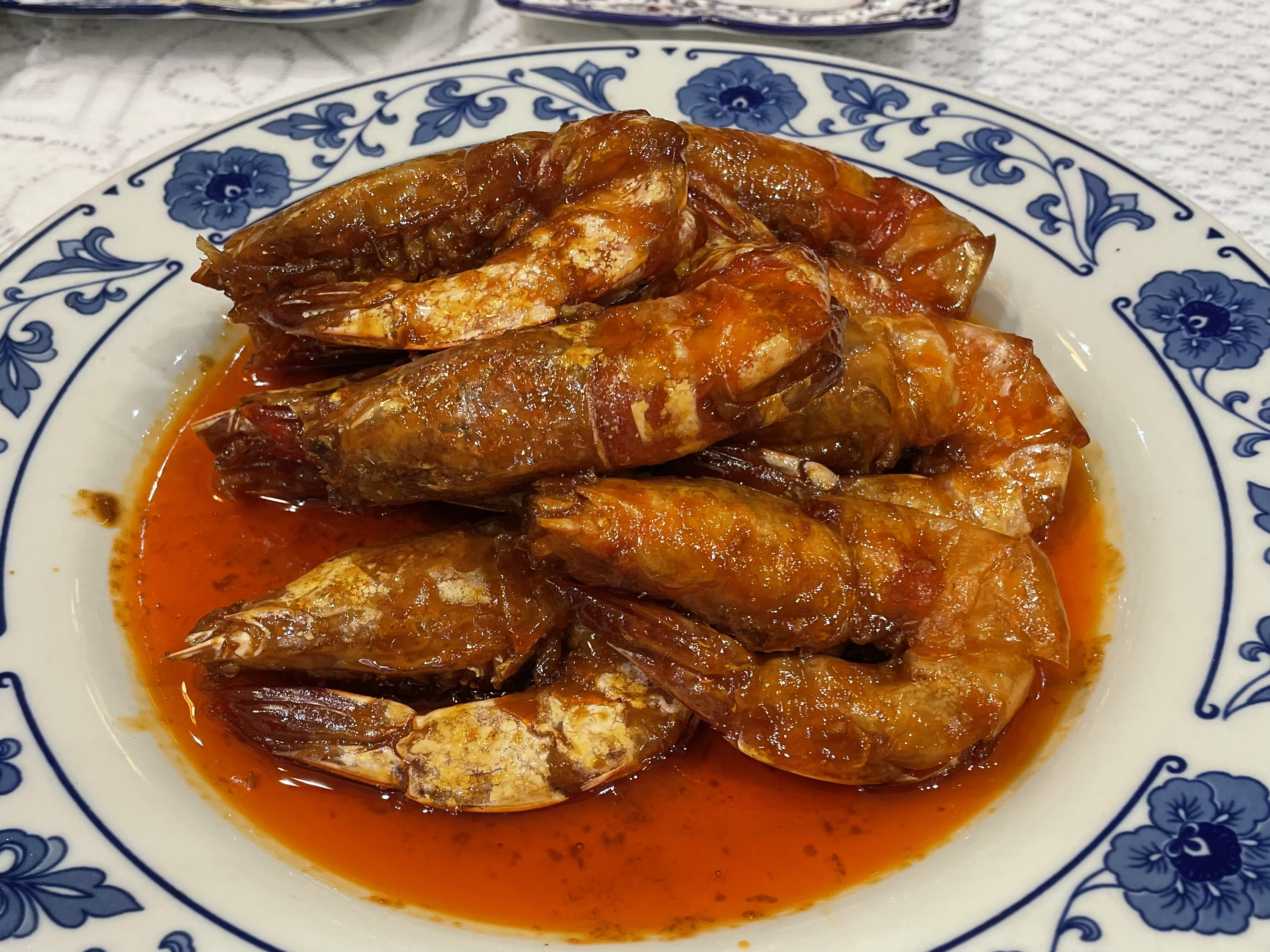
油焖大虾

油焖大虾是鲁菜胶东菜派系中的一道名菜，主要食材为渤海湾的对虾，使用鲁菜特有的油焖技法，先煸炒或油炸，再以调味油和调料汁焖制，成菜色泽浅红油亮，口味咸甜、鲜香。

## 历史
清代山东学者郝懿行所著《记海错》一书中记载，渤海“海中有蝦，長尺許，大如小兒臂，漁者網得之，俾兩兩而合，日乾或醃漬貨之，謂為對蝦”，而渤海湾中出产了占前中国三分之二的对虾。油焖大虾选用身长15至20厘米的对虾，以晶莹饱满、体形硕大、头部长满虾脑的为佳。